# The Nature Conservancy
The Nature Conservancy är en amerikansk naturvårdsorganisation med huvudkontor i Arlington i Washingtonområdet i USA. Den hade 2020 en omsättning på 1,23 miljarder USD.
The Nature Conservancy har sina rötter i den 1915 grundade akademiska organisationen "Ecological Society of America". Den 
bildades officiellt 1951. Den ägnar sig bland annat åt att köpa mark i och utanför USA och vårda den.
År 2000 inköptes en del av Zumwaltprärien i nordöstra Oregon.